# Medaille voor werkweigeraars
De Medaille voor werkweigeraars (Frans: "Médaille du réfractaire") is een Belgische onderscheiding voor mannen die zich tijdens de Tweede Wereldoorlog aan de Duitse Arbeitseinsatz onttrokken door onder te duiken. De medaille werd op 12 februari 1951 ingesteld door koning Boudewijn van België.
In Nederland werd voor onderduikers geen onderscheiding ingesteld. Frankrijk kent het "insigne du réfractaire",
De medaille is van brons en heeft een diameter van 37 millimeter. Op de voorzijde is een man met de armen over elkaar afgebeeld. Op de keerzijde staat "FORSAN VICTI NUNQUAM SERVI 1940 1945". Deze Latijnse spreuk wordt vertaald als "wellicht verslagen maar nooit tot slaaf gemaakt".

## De drie categorieën
- De Belgen die in door Duitsland bezette en geannexeerde gebieden weigerden om tot de Duitse krijgsmacht toe te treden droegen de medaille aan een groen lint met twee gele strepen.
- De Belgen die weigerden om in Duitsland te werken droegen de medaille aan een groen lint met twee witte strepen.
- De Belgen die vóór 6 juni 1944 met verlof naar België terugkeerden maar weigerden om weer in Duitsland te gaan werken droegen de medaille aan een groen lint met twee rode strepen[1].